# Christoffer Nobin
Christoffer Nobin, född 8 maj 1978 i Lund är en svensk dirigent, kompositör, arrangör, låtskrivare, artist och musikchef.
Nobin inledde sin karriär som klassisk sångare och tonsättare med studier vid Musikhögskolan i Malmö innan han studerade orkesterdirigering vid Det Kongelige Danske Musikkonservatorium, där han tog examen 2012.  2011 debuterade Nobin med Helsingborgs symfoniorkester vilket inledde ett 3-årigt kontrakt med orkestern som dirigent. Nobin har arbetat med bland andra Deutsche Kammerphilharmonie Bremen och London Symphony Orchestra[källa behövs].
Som kompositör har Nobin skrivit opera och musikal och arrangerar regelbundet musik för Sveriges ledande symfoniorkestrar. Han har även dirigerat och arrangerat musik för film och tv-spel. Bland annat orkestrerade och dirigerade han inspelningen av Candy Crush-soundtracket i Abbey Road Studios i London. Nobin har skrivit musik till operan "Hion om Natten" som bygger på text av Henrik Ståhl . 
Nobin har varit musikchef vid Norrlandsoperan och musik- och konstnärlig ledare Östgöta Blåsarsymfoniker. Han är alumn från tankesmedjan Unga tankar om musik. Christoffer har undervisat i dirigering vid Kungliga Musikhögskolan i Stockholm och varit rådgivare i klassisk musik för Stockholms stads kulturförvaltning.
Sedan hösten 2024 är han programchef vid Musikaliska Kvarteret i Stockholm.